# Константа фине структуре
Константа фине структуре или Зомерфелдова константа фине структуре, {\displaystyle \alpha \,}, је фундаментална константа којом се карактерише јачина електромагнетне интеракције. То је бездимензионална величина те њена вредност не зависи од избора система јединица.
{\displaystyle \alpha ={\frac {e^{2}}{\hbar c\ 4\pi \epsilon _{0}}}=7,297352568(24)\times 10^{-3}={\frac {1}{137,03599911(46)}}} .

## Сродне дефиниције
Константа фине структуре може да се дефинише и као
{\displaystyle \alpha ={\frac {k_{C}e^{2}}{\hbar c}}={\frac {e^{2}}{2\epsilon _{0}hc}},}
где су {\displaystyle k_{C}\,} Кулонова константа, {\displaystyle e\,} елементарно наелектрисање, {\displaystyle \hbar =h/(2\pi )\,} редукована Планкова константа, {\displaystyle c\,} брзина светлости у вакууму, и {\displaystyle \epsilon _{0}\,} диелектрична константа вакуума.

## Мерење
Константа {\displaystyle \alpha } садржи неколико других константи које могу независно да се мере. Међутим, квантна електродинамика (КЕД) пружа могућност за директно мерење константе {\displaystyle \alpha } коришћењем квантног Халовог ефекта или аномалног магнетног момента електрона.
КЕД предвиђа везу између Ландеовог g-фактора електрона, {\displaystyle g\,} и константе фине структуре {\displaystyle \alpha \,}. Новим мерењима фактора {\displaystyle g} помоћу једноелектронског квантног циклотрона, заједно са КЕД прорачунима који укључују 891 Фајнманове дијаграме, утврђена је најпрецизнија вредност константе {\displaystyle \alpha \,}:
{\displaystyle \alpha ^{-1}=137,035999710(96)\,}
дакле, са прецизношћу од 0,70 ppb (ppb = делова на милијарду). Грешка мерења је десет пута мања него у било којој другој методи. Упоређивање мерене и израчунате {\displaystyle g\,} вредности је најбоља проба за проверу ваљаности КЕД.

## Физичко тумачење
{\displaystyle \alpha =\left({\frac {e}{q_{P}}}\right)^{2}}.
{\displaystyle \alpha ={\frac {e^{2}}{4\pi \epsilon _{0}s}}\div h\nu ={\frac {e^{2}}{4\pi \epsilon _{0}s}}\div {\frac {hc}{2\pi s}}={\frac {e^{2}}{4\pi \epsilon _{0}\hbar c}}}

## Да ли је константа фине структуре заиста константна?
{\displaystyle {\frac {\Delta \alpha }{\alpha }}\ {\stackrel {\mathrm {def} }{=}}\ {\frac {\alpha _{\mathrm {then} }-\alpha _{\mathrm {now} }}{\alpha _{\mathrm {now} }}}=-0,57\pm 0,10\times 10^{-5}.}
{\displaystyle {\frac {\Delta \alpha }{\alpha _{\mathrm {em} }}}=-0,6\pm 0,6\times 10^{-6}.}

## Нумеролошка објашњења
{\displaystyle \alpha ={\frac {\cos \left(\pi /137\right)}{137}}\ {\frac {\tan \left(\pi /(137\cdot 29)\right)}{\pi /(137\cdot 29)}}\approx 1/137,0359997867}